# Eucelatoria montana
Eucelatoria montana là một loài ruồi trong họ Tachinidae.